# Bibbia di Washington

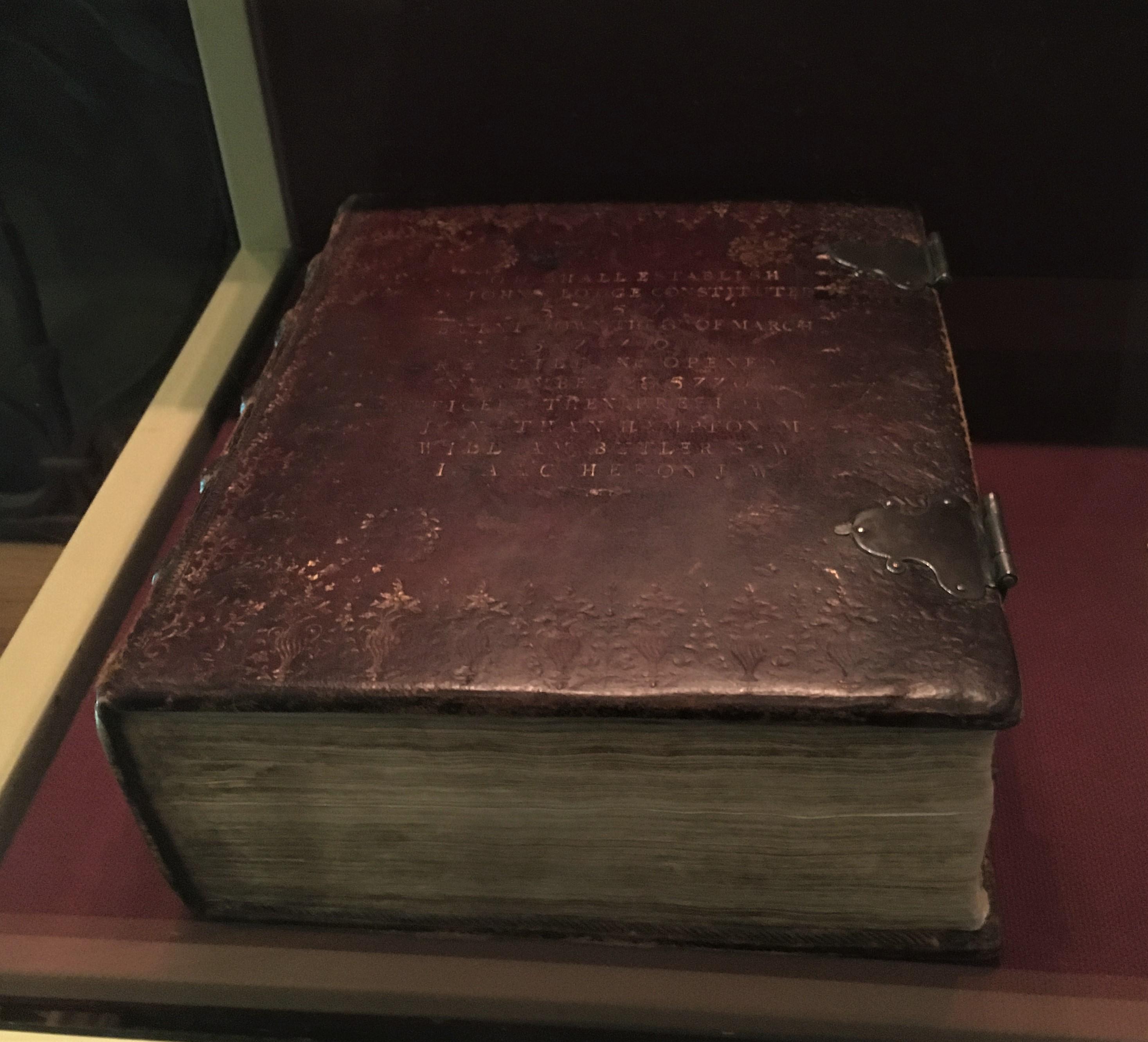
Bibbia di Washington

Dipinto della cerimonia di insediamento di George Washington

La Bibbia di Washington è la Bibbia utilizzata per la prima volta dal presidente degli Stati Uniti d'America George Washington per il suo giuramento in occasione della cerimonia di insediamento come presidente il 30 aprile 1789.
La Bibbia di Washington è stata successivamente utilizzata anche da altri presidenti: Warren Gamaliel Harding (4 marzo 1921), Dwight D. Eisenhower (20 gennaio 1953), Jimmy Carter (20 gennaio 1977) e George H. W. Bush (20 gennaio 1989). Anche George W. Bush avrebbe dovuto giurare sulla Bibbia di Washington, ma la pioggia non lo consentì.
Il volume è di proprietà della loggia massonica St. John N°1 di New York. E proprio a questa loggia è legato il giuramento di George Washington: Jacob Morton, capo cerimoniere ed anche Maestro Venerabile della loggia St. John N°1, accortosi della mancanza di un volume della Bibbia sul quale poter prestare giuramento, si recò personalmente presso i locali della propria loggia e procurò il volume sul quale il presidente giurò.

## Fonti
- (EN)  Sito della Loggia St. John N°1 di New York, su stjohns1.org. URL consultato il 16-06-2009 (archiviato dall'url originale il 30 settembre 2007).
- (EN)  Ceresi, Frank and McMains, Carol National Treasures - The George Washington Inaugural Bible, su fcassociates.com. URL consultato il 16-06-2009 (archiviato dall'url originale il 28 maggio 2005).